# Bleptiphora laurantia
Bleptiphora laurantia är en fjärilsart som beskrevs av William Schaus 1916. Bleptiphora laurantia ingår i släktet Bleptiphora och familjen nattflyn. Inga underarter finns listade i Catalogue of Life.